# Cinergi Pictures
Cinergi Pictures, Inc. fue una productora de cine fundada en 1989 por Andrew G. Vajna. Funcionó como un estudio independiente y tuvo dos éxitos en taquilla: Die Hard with a Vengeance y Evita. Destacó también por firmar un acuerdo de distribución y coproducción con The Walt Disney Company y sus subsidiarias. Desapareció en 1998 por problemas financieros.

## Historia
El creador de Cinergi Pictures, el húngaro Andrew G. Vajna, creó su empresa en 1989 con el dinero que obtuvo por la venta de su participación en Carolco Pictures, la anterior productora que fundó en 1976 junto con Mario Kassar. La estrategia de su nuevo negocio era conseguir acuerdos a largo plazo con los actores más importantes para realizar grandes producciones, de dos a cuatro por año. Poco antes de comenzar su actividad, Vajna había firmado un acuerdo de distribución con The Walt Disney Company, por lo que muchos de sus trabajos estuvieron coproducidos con las subsidiarias Hollywood Pictures y Touchstone.
La primera película con la participación de Cinergi fue Medicine Man (1992), a la que siguieron Super Mario Bros. (1993) y Tombstone. Al año siguiente se estrenaron Renaissance Man, protagonizada por Danny DeVito, y el thriller erótico Color of Night, con Bruce Willis. Salvo Tombstone, que dio beneficios al obtener más del doble de lo invertido, la mayoría de sus proyectos fueron un fracaso en taquilla.
En 1995 Cinergi se encargó de producir la tercera parte de la saga Die Hard, Die Hard with a Vengeance, protagonizada por Bruce Willis, Jeremy Irons y Samuel L. Jackson. Con un presupuesto de 90 millones de dólares que superaba la inversión en la segunda entrega, esta cinta superó los 300 millones de dólares de recaudación a nivel mundial. El mismo año también se estrenaron Judge Dredd, The Scarlet Letter y Nixon, que no gozaron del mismo éxito.
Los últimos grandes éxitos bajo el sello de Cinergi fueron las películas románticas Up Close & Personal y Evita (1996), ganadora de tres Globos de Oro y un Óscar a la mejor canción original. La productora dejó de ser rentable a mediados de la década y entró en pérdidas, por lo que intentó reestructurar su deuda sin éxito. En abril de 1997 vendió a Disney todo su catálogo de películas (excepto los derechos de Die Hard III para Norteamérica y Japón, propiedad de 20th Century Fox) y en 1998 dejó de existir.

## Filmografía
| Película                                  | Otros títulos                                                                                         | Estreno |
| ----------------------------------------- | --- | ------- |
| Medicine Man                              | Los últimos días del Edén (España) El curandero de la selva (Hispanoamérica)                          | 1992    |
| Super Mario Bros.                         | - | 1993    |
| Tombstone                                 | Tombstone: la leyenda de Wyatt Earp                                                                   | 1993    |
| Renaissance Man                           | Un poeta entre reclutas (España) Un nuevo hombre (Hispanoamérica)                                     | 1994    |
| El color de la noche                      | El color de la noche                                                                                  | 1994    |
| Die Hard with a Vengeance                 | La jungla de cristal 3: la venganza (España) Duro de matar 3: la venganza (Hispanoamérica)            | 1995    |
| Judge Dredd                               | Juez Dredd (España) El juez (Hispanoamérica)                                                          | 1995    |
| The Scarlet Letter                        | La letra escarlata                                                                                    | 1995    |
| Nixon                                     | - | 1995    |
| Up Close & Personal                       | Íntimo y personal (España) Algo muy personal (Hispanoamérica)                                         | 1996    |
| Evita (película)                          | - | 1996    |
| Shadow Conspiracy                         | Conspiración en la sombra (España) Conspiración (Hispanoamérica)                                      | 1997    |
| Deep Rising                               | Deep Rising: el misterio de las profundidades (España) Agua viva (Argentina) Terror profundo (México) | 1998    |
| An Alan Smithee Film: Burn Hollywood Burn | ¡Arde Hollywood! (España) Hollywood al rojo vivo (Hispanoamérica)                                     | 1998    |